# Magnolia (The Pineapple Thief)
Magnolia è il decimo album in studio del gruppo musicale britannico The Pineapple Thief, pubblicato il 15 settembre 2014 dalla Kscope.

## Tracce
Testi e musiche di Bruce Soord.
1. Simple as That – 4:02
2. Alone at Sea – 5:21
3. Don't Tell Me – 3:35
4. Magnolia – 3:47
5. Season Past – 4:15
6. Coming Home – 3:06
7. The One You Left to Die – 4:20
8. Breathe – 2:50
9. From Me – 2:36
10. Sense of Fear – 4:31
11. A Loneliness – 3:21
12. Bond – 4:32

CD bonus nell'edizione limitata
1. The Fins Fan Me (Acoustic) – 3:57
2. The One You Left to Die (Acoustic) – 4:18
3. Seasons Past (Acoustic) – 4:18
4. Don't Tell Me (Acoustic) – 2:58
5. Magnolia (Acoustic) – 3:48
6. Steal This Life (Acoustic) – 4:06

## Formazione
Hanno partecipato alle registrazioni, secondo le note di copertina:
Gruppo
- Bruce Soord – voce, chitarra, tastiera, percussioni
- Steve Kitch – pianoforte, Rhodes, tastiera, mellotron
- Jon Sykes – basso, cori

Altri musicisti
- Andrew Skeet – arrangiamento e direzione strumenti ad arco
- Everton Nelson – violino
- Richard George – violino
- Alison Dods – violino
- Natalia Bonner – violino
- Patrick Kiernan – violino
- Steve Morris – violino
- Lucy Wilkins – violino
- Jonathan Evans-Jones – violino
- Bruce White – viola
- Rachel Robson – viola
- Reiad Chibah – viola
- Chris Worsey – violoncello
- Ian Burage – violoncello
- Darran Charles – chitarra aggiuntiva (tracce 7 e 10)

Produzione
- Daniel Osborne – produzione
- Adam Noble – ingegneria del suono, missaggio
- Steve Coe – produzione aggiuntiva (tracce 1, 7 e 8)
- Dick Beetham – mastering
- Patrick Gonzalès – illustrazione
- Scott – grafica, impaginazione
- Jam – tipografia copertina
- Tom Barnes – fotografia libretto
- Marie Fenny – stilista